# Phi 1.618
Phi 1.618 (în bulgară ф 1.618) este un film de aventuri științifico-fantastic distopic bulgaro-canadian din 2022, regizat de Teodor Ușev (debut regizoral) după un scenariu de Vladislav Todorov. În rolurile principale au interpretat actorii Nikolai Stanoev, Deian Donkov și Martina Apostolova. Este bazat pe romanul Vuietul scris de Vladislav Todorov⁠(d). Filmul a fost inclus pe lista scurtă cu propunerea Bulgariei la Premiul Oscar pentru cel mai bun film străin la cea de-a 95-a ediție a Premiilor Oscar, dar nu a fost selectat. A fost luată în considerare din nou când filmul bulgăresc Mama a fost descalificat, însă nu a fost selectat.

## Rezumat
Într-un viitor distopic, sunt creați doar bărbați asexuali, care sunt nemuritori. Prin urmare, sexul feminin folosit la reproducere a devenit redundant. Pe măsură ce o otravă se răspândește pe Pământ, bărbați care nu au cunoscut dragostea pornesc să colonizeze galaxia. Pe o navă spațială, aceștia transportă cu ei trupul abia viu al unei femei, ca o amintire a trecutului. În timp ce caligraful Krypton este preocupat să creeze o copie a întregii moșteniri a nemuritorilor, el dă peste această femeie irascibilă, numită Gargara.

## Distribuție
Actorii din rolurile principale sunt:
- Deian Donkov – Krypton
- Martina Apostolova – Gargara
- Irmena Cicikova – Fia
- Nikolai Stanoev – Urungel

## Lansare
Filmul a avut premiera în Bulgaria la 8 octombrie 2022, la Festivalul Internațional de Carte și Film Cinelibri. A avut premiera internațională la 13 octombrie 2022, la Festivalul Nouveau Cinéma din Canada.
Filmul a stârnit controverse după ce a câștigat un premiu la Festivalul Internațional de Film de la Moscova în timpul războiului ruso-ucrainean. În timpul discursului său de acceptare, regizorul, Teodor Ușev, a făcut declarații împotriva războiului. Discursul de acceptare nu a fost difuzat în timpul transmisiunii oficiale a ceremoniei din Rusia, dar Ușev l-a distribuit pe Facebook. Regizorul a refuzat premiul, acordându-l lui Nikita Mihalkov, directorul artistic al Festivalului.

## Premii
| An   | Premiu                                              | Categorie                                    | Primitor       | Rezultat           | Ref.         |
| ---- | --------------------------------------------------- | -------------------------------------------- | -------------- | ------------------ | ------------ |
| 2022 | Festivalul Internațional de Carte și Film Cinelibri | Cel mai bun design de costume                | Velika Prahova | Câștigat           | [ 8 ] [ 11 ] |
| 2022 | Festival du nouveau cinéma                          | Premiul Noul Alchimist - lungmetraj          | Phi 1.618      | Nominalizare       | [ 12 ]       |
| 2023 | Beverly Hills Film Festival                         | Cel mai bun lungmetraj                       | Phi 1.618      | Câștigat           |              |
| 2023 | Festivalul Internațional de Film de la Moscova      | Competiția de lungmetraj                     | Phi 1.618      | Câștigat / refuzat |              |
| 2023 | Festivalul Internațional Sci-Fi din Miami           | Cel mai bun film de lungmetraj SF            | Phi 1.618      | Câștigat           |              |
|      | Festivalul Internațional Sci-Fi din Miami           | Cel mai bun regizor de film de lungmetraj SF | Teodor Ușev    | Câștigat           |              |